# Headline Hunters
Pour plus de détails, voir Fiche technique et Distribution.
Pour les articles homonymes, voir Headlines.
Headline Hunters est un film américain réalisé par William Witney et sorti en 1955.

## Synopsis
Dave Flynn, un jeune diplômé sortant d'une école de journalisme est engagé au Daily Enquirer. Le rédacteur en chef lui confie une enquête sur un homme ayant reçu des menaces de mort.

## Fiche technique
- Réalisation : William Witney
- Scénario : Frederick Louis Fox, John K. Butler
- Lieu de tournage : Hollywood, Californie
- Production : Republic Pictures
- Musique : R. Dale Butts
- Image : John L. Russell
- Montage : Arthur Roberts
- Costumes : Adele Palmer
- Durée : 75 minutes
- Dates de sortie : 
  - Royaume-Uni : 5 septembre 1955
  - États-Unis : 15 septembre 1955

## Distribution
- Rod Cameron : Hugh 'Woody' Woodruff
- Julie Bishop : Laura Stewart
- Ben Cooper : David Flynn
- Raymond Greenleaf : Paul Strout
- Chubby Johnson : Ned Powers
- John Warburton : Harvey S. Kevin
- Nacho Galindo : Ramon, le barman
- Virginia Carroll : Elsie Hoffman
- Howard Wright : Harry Bradley
- Stuart Randall : Frank Hoffman
- Edward Colmans : Rafael Garcia
- Joe Besser : Coroner